# Guardapescas marítimo

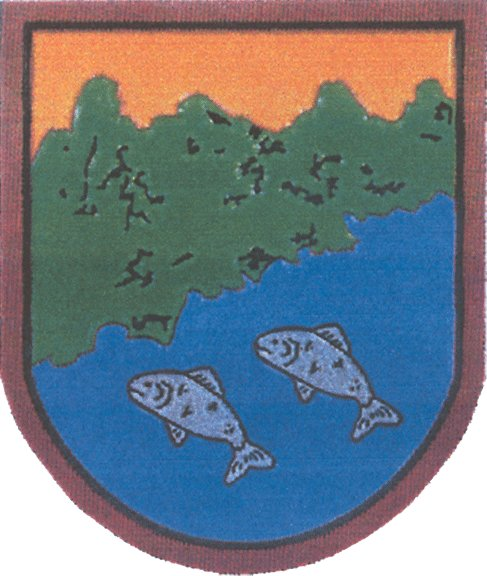
Emblema oficial del guardapescas marítimo

El Guardapescas Marítimo es personal de Seguridad Privada, encargado en España principalmente de la vigilancia y control de la pesca, en los establecimientos de acuicultura y zonas marítimas protegidas con fines pesqueros. Es una de las especialidades habilitadas del Guarda Rural.

## Funciones
sus funciones  son:
- Control del furtivismo.
- Inspección a los pescadores sobre documentación y utensilios de pesca marítima.
- Protección y vigilancia del dominio público martimo-terrestre.
- Control de la pesca marítima de recreo, en su número de capturas, modo de pesca y documentación.
- Prevenir e impedir cualquier tipo de delito o infracción.en la zona costera bajo la protección del guardapesca, teniendo colaboración directa con las  fuerzas y cuerpos de seguridad, en los casos previstos.

## Formación
Solamente los Guardas Rurales, ya habilitados, podrán presentarse al examen de Guardapescas Marítimo que convoca periódicamente la Guardia Civil, para ello es necesario tener un curso específico de formación académica, que consta de los siguientes temas:
- Pesca marítima de recreo: clasificación, ámbito de aplicación, prohibiciones y limitaciones, licencias, volumen de capturas, infracciones y sanciones, autoridades competentes y procedimiento sancionador.
- La ley de costas: objeto y finalidades de la ley, bienes de dominio público marítimo-terrestre, infracciones y sanciones, autoridades competentes y procedimiento sancionador.